# Spelobia fungivora
Spelobia fungivora är en tvåvingeart som beskrevs av Marshall 1985. Spelobia fungivora ingår i släktet Spelobia och familjen hoppflugor. Inga underarter finns listade i Catalogue of Life.